# Alfred Zimmermann
Alfred Zimmermann (Pühajärve, 18 novembre 1912 – Tallinn, 15 aprile 1961) è stato un cestista estone.

## Carriera
Con l'Estonia ha disputato i Campionati europei del 1937.